# Comté de Le Flore
Le comté de Le Flore est un comté situé à l'est de l'État de l'Oklahoma aux États-Unis. Le siège du comté est Poteau. Selon le recensement de 2000, sa population est de 48 109 habitants.

## Comtés adjacents
- Comté de Sequoyah (nord)
- Comté de Sebastian, Arkansas (nord-est)
- Comté de Scott, Arkansas (est)
- Comté de Polk, Arkansas (sud-est)
- Comté de McCurtain (sud)
- Comté de Pushmataha (sud-ouest)
- Comté de Latimer (ouest)
- Comté de Haskell (nord-ouest)

## Principales villes
- Arkoma
- Bokoshe
- Cameron
- Cowlington
- Fort Coffee
- Heavener
- Howe
- Le Flore
- Panama
- Pocola
- Poteau
- Rock Island
- Shady Point
- Spiro
- Talihina
- Wister